# Waterville (Quebec)
Pronunciação
Waterville é uma cidade no sudeste da província de Quebec, no Canadá.